# Пильво (село)
Пильво — село в Смирныховском городском округе Сахалинской области России, в 81 км от районного центра.

## География
Находится на берегу Татарского пролива в устье реки Пильво.

## История
Поселение Пильво (Пилево) было основано в 1894 году, о чём говорится в рапорте начальника Александровского округа № 6934 от 21 мая 1894 года. В том же рапорте сообщается, что при устье реки Пильво «расположено гиляцкое селение Поро-Котан» (по-айнски «Большое Селение»). Данное же по реке название происходит от нивхского «пильд» – быть большим, «во» – стойбище, поселок, село. 
В 1933—1934 годах было центром Пилевского района.

## Население
| 2002 | 2010 | 2013 | 2021 |
| ---- | ---- | ---- | ---- |
| 215  | ↘94  | ↘53  | ↘4   |

По переписи 2002 года население — 215 человек (107 мужчин, 108 женщин). Преобладающая национальность — русские (92 %).